# Christophe II de Dohna-Schlodien
Christophe II, burgrave et comte de Dohna-Schlodien (né le 25 octobre 1702 à Schlodien et mort le 19 mai 1762 à Berlin) est un général prussien.
En tant que fils de Christophe Ier de Dohna-Schlodien, il est issu de la branche prussienne orientale des von Dohna.

## Biographie
Donah sert d'abord dans le 23e régiment d'infanterie "von Forcade". Le 16 août 1718, il devient enseigne et est transféré le 1er janvier 1719 au 3e régiment d'infanterie (de) "Alt-Anhalt", où il reçoit sa première propre compagnie en 1723. En 1727, il est promu lieutenant-colonel en tant que plus jeune capitaine et le 28 juillet 1740, il devient colonel prussien et en 1741, il est nommé commandant dans le 22e régiment d'infanterie "Anhalt-Dessau". Le 20 juin 1745, il est promu général de division (brevet du 15 mai 1743) et chef du 4e régiment d'infanterie (de). Mais il l'échange rapidement contre le 23e régiment d'infanterie. Le 14 juillet 1748, il reçoit le 16e régiment d'infanterie et le 25 janvier 1751, il devient lieutenant général.
Il se distingue lors des deux premières guerres de Silésie. Nommé lieutenant général en 1751, il commande l'avant-garde du corps de Lehwaldt contre les Russes en 1757, commande le premier rencontre à Gross-Jägersdorf et y est blessé. En avril 1758, il reçoit le commandement suprême des troupes de Poméranie. Il marche contre les Suédois et encercle Stralsund. En 1758, il retient les Russes sur l'Oder jusqu'à l'arrivée du roi, commande une aile de la première rencontre à Zorndorf, force les Russes à lever le siège de Colberg, agit contre les Autrichiens et von Haddik en Saxe et en janvier 1759 conquiert : Damgarten, Richtenberg, Grimm, Greifswald, Demmin et Anklam. Il repousse ainsi les Suédois vers Stralsund et Rügen.
En avril 1759, il est remplacé par le général von Manteuffel (de) et se rend à Berlin pour se reposer. Après sa convalescence, il rejoint l'armée à Landsberg-sur-la-Warthe. Avec elle, il marche sur la Pologne le 24 juin 1759 afin de dissuader les Russes d'avancer vers la Silésie. Le 22 juillet 1759, il se trouve devant l'armée russe à Züllichau (Kay) lorsqu'il est appelé à Berlin. Son successeur, Carl Heinrich von Wedel, perd la bataille de Kay.
Dès lors, il vit à Berlin, où il meurt le 19 mai 1762. Le commandement de son régiment est repris par le général Friedrich Wilhelm von Syburg.